# Antistia maculipennis
Antistia maculipennis är en bönsyrseart som beskrevs av Carl Stål 1876. Antistia maculipennis ingår i släktet Antistia och familjen Tarachodidae. Inga underarter finns listade i Catalogue of Life.